# 浏阳市第三中学
瀏陽市第三中學，或簡稱瀏陽三中，是一所位於中华人民共和国湖南省长沙市瀏陽市古港镇的一所全日制公办高級中學。由浏阳市教育局主管。亦是湖南省示範性普通高級中學之一。

## 概况

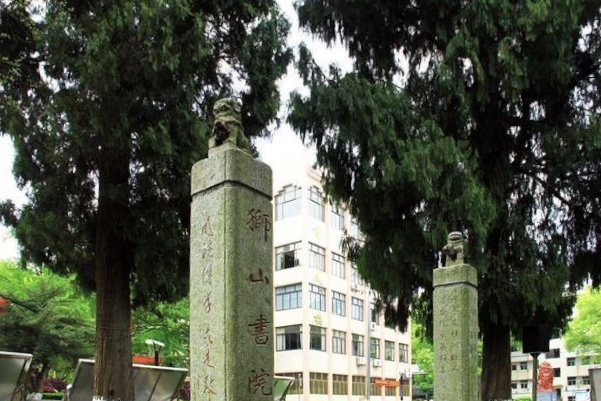
浏阳三中的校园里狮山书院的石柱

清朝道光二十一年（1842年），瀏陽士紳李芸、王应选、汤诰、王应苹等募资，请浏阳知县胡泰阶出面拓建书院，經湖南巡抚吴其濬批准，在文昌阁义学基础上建立狮山书院:673。但在1852年征义堂突袭古港時被焚毀。咸丰十年（1860年）士紳再次募资请浏阳知县蔡式钰出面重建，獅山書院遷至高唐山，并增建树人馆、思贤堂、乡善堂等建築，並於1862年建成。
科舉制度廢除後，狮山书院於光绪三十三年（1907年）改制為狮山公立高等小学堂:675。1911年，辛亥革命后，中华民国兴办新学，取「博我以文，拔乎其萃」之意将学校更名为文萃学校。1942年更名为湖南狮山私立初级中学，中華人民共和國成立後，学校被浏阳县府收歸公有，並於1952年11月改名为浏阳县第三初级中学:677；1958年开办高中班，更名为浏阳县第三中学。瀏陽撤縣建市後，校名由此易為浏阳市第三中学:678。
2000年，浏阳市第十三中学裁撤，并入浏阳三中:604。2017年，瀏陽三中设立了湖南省第一个高中国防教育班，该班级每周开展两次军事训练和国防教育课程以提高学生综合素质。

## 著名校友
- 李志民
- 罗若遐
- 张启龙
- 周其鳳
- 谭仲池

## 脚注
1. ↑  “博我以文”语出自《论语·子罕》：“博我以文，约我以礼”、《论语·雍也》“君子博学于文”。
2. ↑  “拔乎其萃”语出自《孟子·公孙丑上》：“出于其类，拔乎其萃，自生民以来，未有盛于孔子也。”